# Philodryas simonsii
Philodryas simonsii är en ormart som beskrevs av George Albert Boulenger 1900.
Philodryas simonsii ingår i släktet Philodryas och familjen snokar. Inga underarter finns listade i Catalogue of Life. Denna orm lever i Anderna mellan 1800 och 4700 meter över havet. Utbredningsområdet sträcker sig från södra Ecuador över Peru till norra Chile. Habitatet utgörs av klippiga områden med lite växtlighet. I Chile hittas Philodryas simonsii även i öknar. Arten besöker dessutom torra buskskogar och odlingsmark. Honor lägger ägg. För hela beståndet är inga allvarliga hot kända. I Chile påverkas arten negativ av bekämpningsmedel mot skadeinsekter. IUCN listar arten som livskraftig (LC).